# باتريشيا سزارفاس
باتريشيا فالكو بيكالي (ولدت في 21 يناير 1970 في فيينا-النمسا ) وهي وسيطة مستقلة ومدربة تنفيذية لوسائل الإعلام وكاتبة . عملت لأكثر من 14 عامًا كصحفية مالية ومذيعة لقناة CNBC TV ومقرها لندن . وبالانتقال إلى ألمانيا أصبحت تقدم تقارير يومية من بورصة فرانكفورت عن الأعمال والأسواق المالية للعديد من الاستوديوهات الدولية لشبكة CNBC. كما عملت كمراسلة لمحطة التلفزيون الألمانية N24 وقبل انضمامها لقناة CNBC عملت في المذيع الإيطالي RAI 3 في روما .

## السيرة الشخصية
بعد دراسة باتريشيا لعلم الاقتصاد والاتصالات أصبحت الوسيط الخاص المصرفي ومدير محفظة في فرانكفورت ولندن ولوكسمبورغ، وكانت مسجلة سوق الأوراق المالية في بورصة لندن وتتحدث خمس لغات وهي الألمانية والإنجليزية والفرنسية والإيطالية والسلوفاكية. لديها ابنة ولدت في عام 2005.
ترأست قسم الأخبار بالبورصة في إذاعة الخدمة العامة الإيطالية RAI من عام 1989 إلى عام 1999. ثم انضمت إلى قناة CNBC في لندن في عام 1999 حيث أصبحت مذيعة مشاركة لبرامج أخبار الأعمال «التبادل الصباحي وغذاء الطاقة في أوروبا». وكانت المساهم الرئيسي في سي إن بي سي كابيتال كونيكشن والتبادل في جميع أنحاء العالم وسكواك صندوق أوروبا. كانت أيضًا مراسلة رئيسية لصناعة السيارات . 
تدير باتريشيا فالكو بيكالي أيضًا مؤتمرات القمة السياسية الدولية، والمؤتمرات الاقتصادية والمؤتمرات الخاصة بالشركات   مثل المنتدى الاقتصادي العالمي (WEF) في دافوس وتصميم الحياة الرقمية (DLD) في ميونيخونورثرن لايت في هلسنكي وأسبوع التمويل باليورو في فرانكفورت .

## الكتب
- ألمانيا الغنية الألمان الفقراء، الجانب المظلم من الرفاهية (جامعة بوكوني ، مارس 2014 ، باللغة الإيطالية)

## الروابط الخارجية
- السيرة الذاتية على موقع الإدارة